# 神戸シーバス
神戸シーバス（こうべシーバス）は神戸港で事業を展開する、早駒運輸株式会社の遊覧船事業の呼称。

## 概要
神戸港・瀬戸内海で各種港湾サービスを手掛けている早駒運輸が、1993年に六甲アイランドとハーバーランドを結ぶ海上バスを運航した後、1996年には遊覧船業に進出。神戸シーバスとして運航を開始した。
中突堤中央ターミナル「かもめりあ」を起点として45分間の神戸港遊覧航路を運航し、主に10時から17時まで毎時0分に出港する形で計8便の運航となっている。乗船料は大人1,200円（小人600円）で、モザイク大観覧車・神戸ポートタワー・神戸海洋博物館とのセット券も販売されている。
通常運航の他に、ゴールデンウィークやお盆などの連休にあわせて夜間の特別運航や、船の貸切サービス（パーティークルーズ）も行っている。その他、早駒運輸として交流を重ねている指揮者の佐渡裕が芸術監督を務めるスーパーキッズ・オーケストラや、子会社のHKMエンタープライズ株式会社がプロデュースするオーケストラのスーパーストリングスコーベのファンタジー号での船内演奏会など、各種イベントも開催している。
2014年にそごう神戸店にて開催された、ファッションドール・バービーのデビュー55周年を記念した「モード オブ バービー展」にて神戸シーバスの制服を着用したバービーが展示された。それをもとに、セーラーカラーをモチーフにしたTシャツ「boh boh Tシャツ」が作成され、2016年より販売開始した。その後汽笛の音とフランス語で美しいを意味する「beau」を合わせた「boh boh」をオリジナルブランドや遊覧船サービス名として展開している。

## 船舶

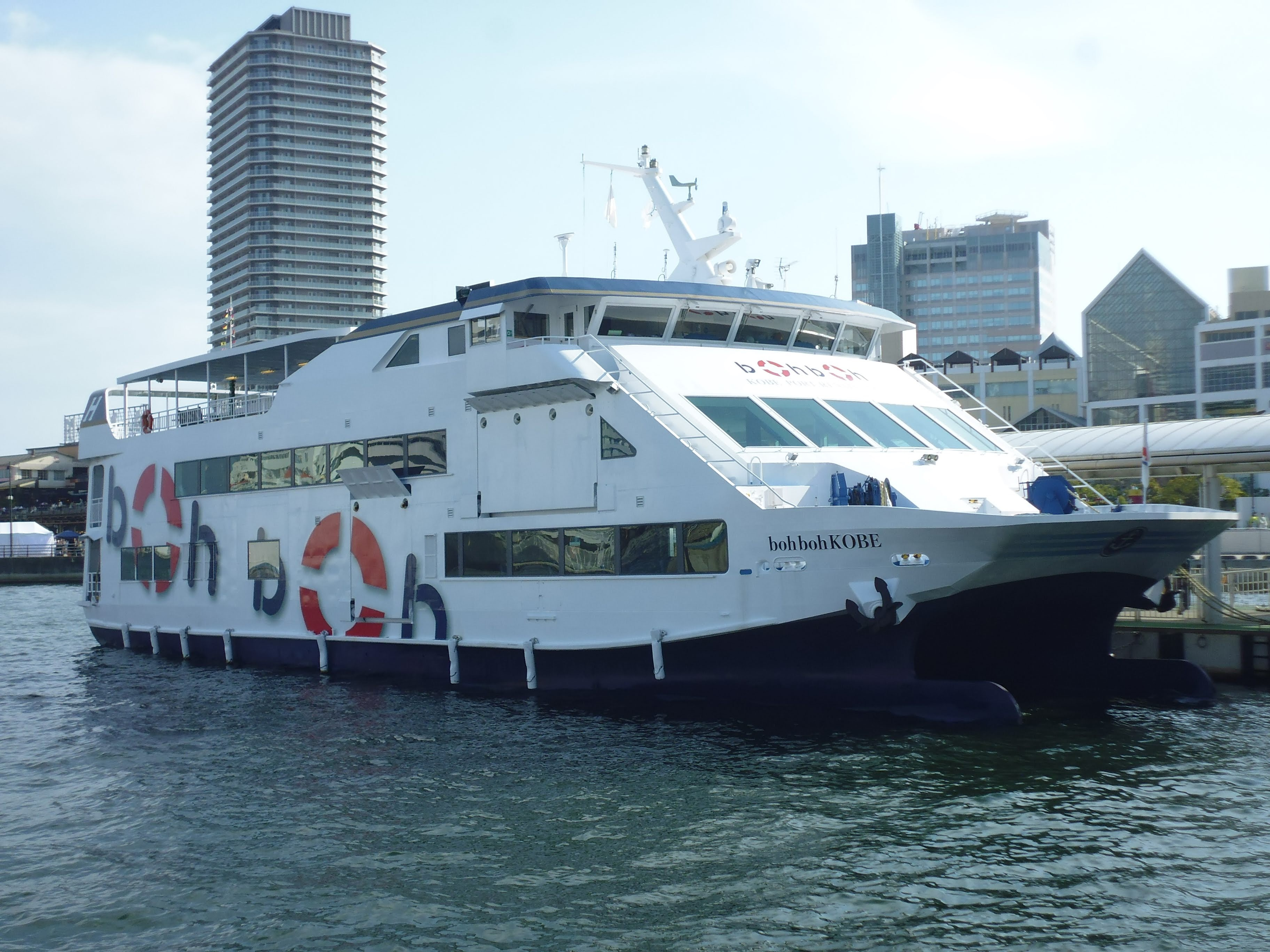
boh boh KOBE(神戸港 中突堤にて)

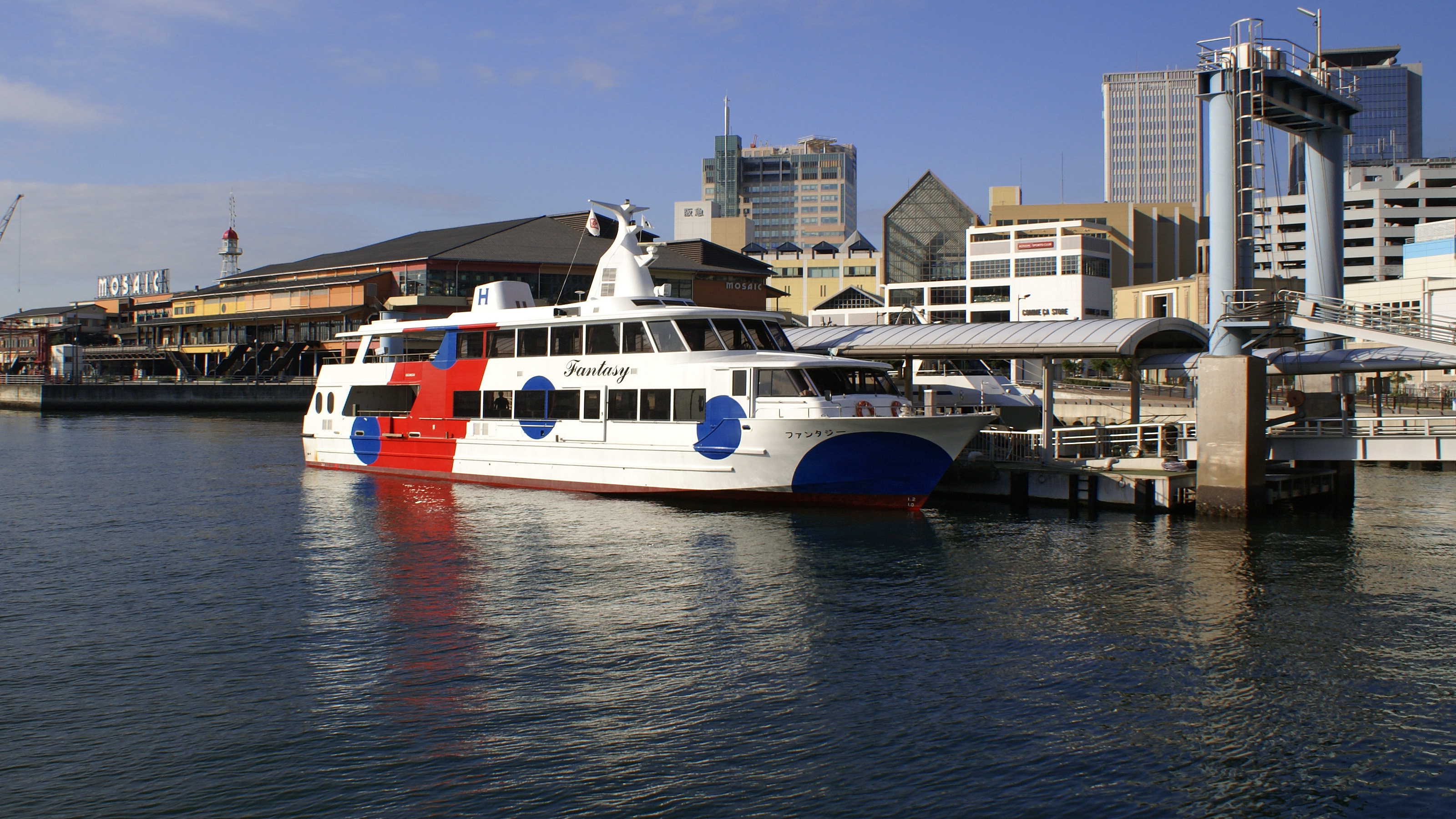
ファンタジー(神戸港 中突堤にて)

### 就航中の船舶
boh boh KOBE（ボーボーコウベ）
2004年竣工、瀬戸内クラフト建造。元野母商船「ぐらばあ」。2020年9月就航。

### 過去の船舶
シーグレース
1990年竣工、日本飛行機建造。元協立海上運輸所有で釧路港遊覧船として使用。2003年7月19日就航、2007年引退、引退後は海外売船。
190総トン、全長31.00 m、型幅9.28 m、型深さ3.22 m、ディーゼル2基、3,000 PS、航海速力22.0ノット、旅客定員200名（平水）96名（沿海）
ロマン3
1993年竣工、金川造船建造、引退後はキャプテンライン「キャプテン・アンクル」として大阪港で就航
60総トン、全長25.00 m、型幅5.00 m、型深さ2.20 m、ディーゼル2基、機関出力494 PS、航海速力10.5ノット、旅客定員136名
ファンタジー
1990年7月竣工、ニュージャパンマリン建造。2020年6月引退、大島汽船へ売却。
152総トン、全長32 m、幅7 m、深さ2.9 m、機関出力1,100 PS、航海速力14.3ノット、旅客定員300名